# Мюнхен-Восточный
Восточный вокзал Мюнхена (нем. Bahnhof München Ost, нем. Ostbahnhof) — железнодорожный вокзал города Мюнхен. Крупный узел железнодорожного и общественного транспорта. Железнодорожная станция официально называется нем. Bahnhof München Ost, остановки общественного транспорта (в том числе и городской электрички S Bahn) — нем. Ostbahnhof.

## История
Открыт в 1871 году.

## Региональное и дальнее сообщение
Региональные поезда соединяют Восточный вокзал с другими городами Баварии в юго-восточном направлении.
Линии Intercity-Express связывают Восточный вокзал с Австрией (Вена, Зальцбург, Инсбрук, Грац) и Италией. А также с Венгрией(Будапешт),Словенией(Любляна) и Хорватией(Загреб).

## Общественный транспорт
Остановка мюнхенской городской электрички линий S1, S2, S3, S4, S6, S7, S8.
Остановка линии метро U5, трамвая 19, нескольких линий автобусов.